# Evgueni Jarikov
Evgueni Ilitch Jarikov (en russe : Евгений Ильич Жариков), né le 26 février 1941 à Moscou et mort le 18 janvier 2012  dans la même ville, est un acteur russe.

## Filmographie partielle
- 1962 : L'Enfance d'Ivan d'Andreï Tarkovski
- 1970 : Signal, une aventure dans l'espace de Gottfried Kolditz